# Pierre II de Voisins
Pierre II de Voisins (né en 1205 ; mort v.1256), adoubé chevalier en 1243, connétable de Carcassonne (v.1240), sénéchal de Toulouse (1254), de Carcassonne (1255) et d'Albigeois (1251) est le fils de Pierre Ier de Voisins et de Mahaut de Thury dame de Limoux.

## Biographie
En 1225, Pierre II de Voisins épouse Jeanne de Voisins (veuve de Guy Ier de Lévis) ; ils auront trois fils :
- Guillaume de Voisins (mort en 1308), seigneur de Confolens et Limoux, lieutenant et sénéchal de Carcassonne,
- Jean de Voisins,
- Gilles de Voisins (né en 1250 ; mort en 1320), seigneur de Villerasel du Razès, Arques et Villeneuve des Arches.

Son lointain descendant Guillaume de Voisins, seigneur de Couffoulens, épousa vers 1492 Françoise de Montaut-en-Armagnac, fille héritière de Géraud (fils d'Odon XII-VIII de Montaut), qui lui apporta Gramont. 